# Mariem Hassan

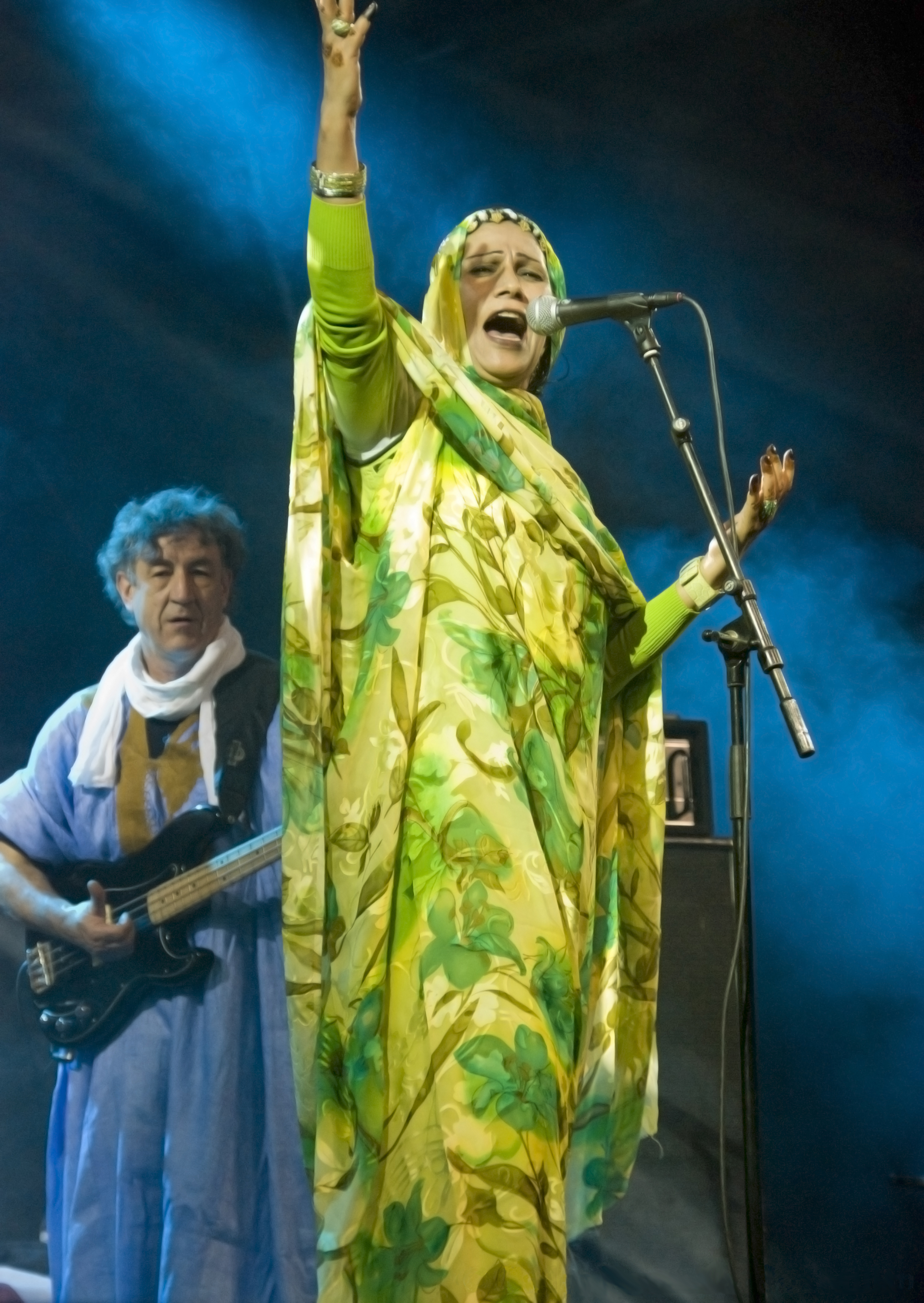
Mariem Hassan 2008

Mariem Hassan (arabisch مريم منت الحسان, DMG Maryam Manat al-Ḥassān; * 31. Mai 1958 bei Smara, West-Sahara; † 22. August 2015 bei Tindūf, Algerien) war eine sahrauische Sängerin und Dichterin aus der West-Sahara. Sie sang in Hassania, einem arabischen Dialekt der Westsahara und Mauretanien, und manchmal in Spanisch. Die spanische Sprache geht auf den früheren Status der Westsahara als spanische Kolonie zurück.

## Leben und Werk
Mariem Hassan sang in ihren Liedern über das Schicksal des Volkes der Sahraui im Exil. Sie handeln von der Sehnsucht nach der verlorenen Heimat ebenso wie von den Schwierigkeiten des Lebens im Exil. Musikalisch sind neben den traditionellen Formen Anklänge an Blues und Jazz zu hören. Mariem Hassan musste mit 17 Jahren selbst vor den marokkanischen Truppen nach Algerien fliehen und lebte gemeinsam mit ihrer Familie zeitweise in einem Flüchtlingscamp. Dort begann sie ihre Gesangskarriere zunächst mit der Gruppe El Hafed, die sich später in El Uali umbenannte und unter diesem Namen durch Europa tourte. Ihre Solokarriere begann erst nach der Jahrtausendwende. Unterstützt von dem Labelbetreiber Manuel Dominguez aus Madrid nahm Mariem Hassan 2002 das Album Deseos auf, das erst 2005 veröffentlicht wurde. Mariem Hassan galt als „eine der profiliertesten Vertreterinnen der Musikszene der Westsahara“. Mariem Hassan ist in mehreren Dokumentarfilmen zu ihrem Land und Volk zu sehen.

## Diskografie

### Alben
- 2005: Deseos
- 2009: Shouka
- 2012: El Aaiun Egdat

### Singles (Auswahl)
- 2009: Haiyu
- 2012: Arrabi Al Arabe
- 2012: Ana Saharauia
- 2021: Cool Abdoul Theme Song (mit One Track Brain)